# Komeda
Komeda var en svensk indiepopgrupp, bildad 1987 i Umeå. Bandet bestod av bröderna Jonas Malte Holmberg och Marcus Holmberg samt Lena Karlsson.

## Historik
Bandets första namn var Cosma Komeda, en hyllning till den fransk-rumänske kompositören Vladimir Cosma och den polske kompositören och jazzmusikern Krzysztof Komeda.
Komeda slog igenom med indiehiten "It's Alright Baby" 1998; dessförinnan hade man gjort sig ett namn genom att skribenten Kjell Häglund i tidningen Pop hyllat debutskivan Pop på svenska men inte fick ge den betyget 10/10 då den övriga redaktionen var oenig. Komeda turnerade flera gånger i USA och var förband åt bland andra Beck Hansen på dennes Europaturné 1996. Komedas musik har använts i filmer, exempelvis, Måns Herngren och Hannes Holms Det blir aldrig som man tänkt sig och i Fredrik Lindströms Vuxna människor.
Bandet bildades i Umeå 1987 av Henrik Andersson (gitarr), Jonas Malte Holmberg (trummor), Marcus Holmberg (bas) och Lena Karlsson (sång). Henrik Andersson lämnade gruppen omkring 1992 och bildade Ray Wonder. Han ersattes 1994 av Mattias Norlander som tidigare spelat med Blithe. 2001 reducerades bandet till en trio då även Mattias Norlander lämnade bandet.
Komeda har skrivit och framfört musik till ett tjugotal teateruppsättningar, gjort musik till filmen Pettson och Findus – Kattonauten, originalmedlemmarna har tillsammans med Trio Lligo i konstellationen Projektor 7 skrivit och framfört stumfilmsmusik.
Komedas skiva Kokomemedada (2003) spelades in i den egna studion, "Superstudion" och gavs ut av Universal Music Group / Sonet Records. Övriga skivor spelades in i "Tonteknik" och gavs ut av skivbolaget North of no South Records (NONS). I USA ges alla skivor ut av Minty Fresh.
Komedas musik brukar beskrivas som en egensinnig blandning av pop, new wave, bossa nova, krautrock, jazz och electronica.

## Medlemmar
- Lena Karlsson, sångerska som trakterar melodica, glas, nord-modular, med mera. Har från 2004 arbetat som musikproducent och kompositör vid Profilteatern i Umeå, Teatercentrum och Uppsala Konsert & Kongress.

- Jonas Malte Holmberg, trummor, gitarr, elorgel, synt, med mera. Sjunger ledsång på "BoogieWoogie/Rock'n'roll", "Campfire", "Catcher" och "Brother". Har samarbetat med konstnären Sol Morén. Är utbildad vid Gotlands Tonsättarskola. Verkar som musikproducent och kompositör av film- och teatermusik.

- Marcus Holmberg, bas, gitarr, piano, med mera. Sjunger ledsång på "Reproduce". Är verksam som musikproducent och kompositör av teatermusik och har bland annat producerat Cover the Distance åt rockbandet Isolation Years. Vid sidan av Komeda spelar han även bas i The Most och The Palms.

## Diskografi

### Album
- Pop på svenska - 1993
- The Genius of Komeda - 1996
- What Makes It Go? - 1998
- Kokomemedada - 2003

### Samlingsalbum
- Pop på svenska & Plan 714 till Komeda - 2001

### EP
- Plan 714 till Komeda - 1995

### Singlar
- Rocket Plane (Music on the Moon) - 1996
- Boogie Woogie/Rock 'n' Roll - 1996
- It's Alright, Baby - 1997
- Travels in Stereo - 1998
- A Simple Formality (Dot Remixes) - 1998
- Check It Out - 2000

### Medverkan på samlingsskivor
- North of No South - 1992
  - spår 01: "Magnifying Glass"
  - spår 16: "Mellow Song"
- Ah... It's NONSCD50 - 1996
  - spår 01: "More is More"
  - spår 21: "Topstar"
- North of No South 2 - 1997
  - spår 07: "More is More"
  - spår 12: "Rocket Plane"
- Aaaaaah...nonscd 75 - 1998
  - spår 01: "A Simple Formality"
  - spår 22: "Boogie Woogie/Rock N' Roll"
- Hitta Mitten - 1998
  - spår 04: "Our Connection"
- Atomium 3003 - 2000
  - spår 06: "A Simple Formality"
- Powerpuff Girls: Heroes and Villains - 2000
  - spår 07: "B.L.O.S.S.O.M."
- Our Little Corner of the World: Music from Gilmore Girls - 2002
  - spår 18: "It's Alright, Baby"